# Spiraea compsophylla
Spiraea compsophylla är en rosväxtart som beskrevs av Hand.-mazz.. Spiraea compsophylla ingår i släktet spireor, och familjen rosväxter. Inga underarter finns listade i Catalogue of Life.